# Gromoll-Meyer-Sphäre
In der Mathematik ist die Gromoll-Meyer-Sphäre ein Beispiel einer exotischen Sphäre, d. h. einer nicht zur Standard-Differentialstruktur äquivalenten Differentialstruktur auf einer Sphäre. Sie erzeugt die Gruppe der 7-dimensionalen Homotopiesphären und war das erste Beispiel einer exotischen Sphäre mit einer Metrik nichtnegativer Schnittkrümmung.

## Geschichte
Eine exotische Sphäre ist eine differenzierbare Mannigfaltigkeit, die homöomorph, aber nicht diffeomorph zur Einheitssphäre im {\displaystyle \mathbb {R} ^{n}} ist. John Milnor konstruierte 1956 die ersten Beispiele exotischer Sphären mithilfe von {\displaystyle S^{3}}-Bündeln über {\displaystyle S^{4}}, welche als Milnor-Sphären bekannt sind. Er bewies, dass es auf der 7-dimensionalen Sphäre 28 verschiedene Differentialstrukturen gibt und dass die Kervaire-Milnor-Gruppe der 7-dimensionalen Homotopiesphären modulo h-Kobordismus isomorph zu
{\displaystyle \mathbb {Z} /28\mathbb {Z} }
ist. Die {\displaystyle S^{3}}-Bündel über {\displaystyle S^{4}} entsprechen dabei den 21 Elementen
{\displaystyle \left\{0,1,\ldots ,10,18,\ldots ,28\right\}},
wobei das Bündel mit Euler-Zahl {\displaystyle 1} und Pontrjagin-Zahl {\displaystyle 8k+2} dem Element
{\displaystyle k\mod 28}
in {\displaystyle \mathbb {Z} /28\mathbb {Z} } entspricht. Egbert Brieskorn zeigte 1966, dass sich die Milnor-Sphären auch als Verschlingungen von Singularitäten von Hyperflächen im {\displaystyle \mathbb {C} ^{5}} beschreiben lassen, nämlich als Schnitt der Hyperfläche
{\displaystyle a^{2}+b^{2}+c^{2}+d^{3}+e^{6k-1}=0}
mit einer kleinen Sphäre um den Nullpunkt. Gromoll und Meyer gaben 1974 eine Konstruktion des Erzeugers (d. h. des {\displaystyle k=1} entsprechenden Elements der Gruppe der Homotopiesphären) als Biquotient der Gruppe
{\displaystyle Sp(2)}
und fanden damit insbesondere das erste Beispiel einer Riemannschen Metrik nichtnegativer Schnittkrümmung auf einer exotischen Sphäre. Grove und Ziller bewiesen 2000, dass auch die anderen Milnor-Sphären eine Metrik nichtnegativer Schnittkrümmung haben. Duran, Püttmann und Rigas gaben 2010 eine aus der Gromoll-Meyer-Konstruktion abgeleitete Konstruktion aller exotischen 7-Sphären.

## Konstruktion
Es sei {\displaystyle Sp(2)} die kompakte symplektische Gruppe, d. h. die Gruppe der das kanonische Skalarprodukt auf dem 2-dimensionalen quaternionischen Vektorraum {\displaystyle \mathbb {H} ^{2}} erhaltenden {\displaystyle \mathbb {H} }-linearen Abbildungen, und es sei {\displaystyle Sp(1)\simeq S^{3}} die Gruppe der Quaternionen von Norm {\displaystyle 1}. Dann wirkt {\displaystyle Sp(1)\times Sp(1)} auf {\displaystyle Sp(2)} durch
{\displaystyle (q_{1},q_{2})\circ Q:={\begin{pmatrix}q_{1}&0\\0&q_{1}\end{pmatrix}}Q{\begin{pmatrix}{\overline {q}}_{2}&0\\0&1\end{pmatrix}}}.
Diese Wirkung ist frei mit Quotient {\displaystyle S^{4}}. Insbesondere wirkt die Diagonale
{\displaystyle \Delta =\left\{(q,q)\in Sp(1)\times Sp(1)\right\}}
frei auf {\displaystyle Sp(2)} und Gromoll und Meyer bewiesen, dass der Quotient {\displaystyle \Delta \backslash Sp(2)} diffeomorph zur Milnor-Sphäre mit {\displaystyle k=1} ist.
Aus der O’Neill-Formel folgt, dass {\displaystyle \Delta \backslash Sp(2)} nichtnegative Schnittkrümmung und positive Ricci-Krümmung hat. Man kann die Metrik so deformieren, dass die Schnittkrümmung fast überall positiv wird.